# ガイウス・ウァレリウス・フラックス (紀元前93年の執政官)
ガイウス・ウァレリウス・フラックス（ラテン語: Gaius Valerius Flaccus、生没年不明）は紀元前2世紀後期・紀元前1世紀初期の共和政ローマの政治家。紀元前93年に執政官（コンスル）を務めた。

## 出自
フラックスは、ローマで最も著名なパトリキ（貴族）であるウァレリウス氏族の出身である。ウァレリウス氏族の祖先はサビニ族であり、王政ローマをロームルスとティトゥス・タティウスが共同統治した際に、ローマへ移住したとされる。その子孫に共和政ローマの設立者の一人で、最初の執政官であるプブリウス・ウァレリウス・プブリコラがいる。その後ウァレリウス氏族は継続的に執政官を輩出してきた。特にフラックス家は紀元前3世紀中盤から紀元前1世紀中盤まで活躍し、メッサラ家と並んでウァレリウス氏族の中でも最も繁栄した。
フラックスの父のプラエノーメン（第一名）はガイウス、祖父はルキウスである。父ガイウスに関しては何も知られていないが、祖父ルキウスは紀元前152年の執政官、曾祖父ルキウスは紀元前195年の執政官で、紀元前184年にはマルクス・ポルキウス・カト・ケンソリウスと共に監察官を務めた。さらに高祖父プブリウスは紀元前227年の執政官、その父ルキウスは紀元前261年の執政官であり、フラックスのコグノーメン（第三名、家族名）を使ったのは彼が最初と思われる。
紀元前100年の執政官ルキウス・ウァレリウス・フラックスは従兄弟、紀元前131年の執政官ルキウス・ウァレリウス・フラックス は叔父にあたる。また紀元前86年の補充執政官ルキウス・ウァレリウス・フラックス は弟である。

## 経歴
フラックスの生誕年は紀元前130年頃と推定される。早期の経歴は不明であるが、プラエトル（法務官）の中で最も地位が高いとされるプラエトル・ウルバヌス（首都担当法務官）を務めたことが分かっている。このときに南イタリアのルカニアのエレア出身のカッリファナという女性にローマ市民権を与えようとしたことが知られている。これがいつのことかは分からないが、執政官就任年とウィッリウス法の規定から逆算して、紀元前96年以前のことである。
紀元前93年に執政官に就任。同僚執政官はノウス・ホモであるマルクス・ヘレンニウスであった。この年はローマも属州も平穏であった。しかし、翌紀元前92年にはヒスパニア・キテリオル属州でケルティベリア人が反乱したため、フラックス家の誰かが（おそらく本記事のガイウス）、プロコンスル（前執政官）として派遣された。フラックスは2万人の反乱軍を殺した。ベルギダの住民は反乱に加わることを望んだが、その議員たちが躊躇していると、議事堂に火を放って議員たちを焼き殺した。その後フラックスがベルギダに到着し、首謀者を死刑にした。
フラックスのその後に関してはあまり分かっていない。ローマは混乱に陥っていく。まず同盟市戦争（紀元前91～88年）が起こり、続いてルキウス・コルネリウス・スッラとガイウス・マリウスの内戦が始まる。フラックスはこの争いには加わらず、ヒスパニア・キテリオルとガリアを統治していた。同時にローマの有力者（執政官時代の同僚だったヘレンニウス、執政官選挙で支援したマルクス・ペルペルナ等）とは密接な関係を維持していた。弟のルキウスは、マリウスの死後補充執政官を務めている。ルキウスが戦死すると、その息子はフラックスのもとに避難してきた。紀元前83年の時点（おそらくは紀元前86年以降）、フラックスはガリアにおり、そこの総督を務めていた。フラックスはガリア属州でコインを鋳造した最初の総督であった。その次にコイン鋳造を行うのはカエサルであり、20年以上後のことである。
マリウスとの戦いのため、バルカン半島で戦っていたスッラがイタリアに上陸すると（紀元前83年）、フラックスはスッラの側についた。紀元前81年、フラックスはローマに戻って凱旋式を挙行する。ガリアとヒスパニアでの勝利が同時に祝われたのは、これが初めてであった。その後のフラックスに関する記録はない。キケロは紀元前59年の『ルキウス・フラックス弁護』で、ガイウス・フラックスを「死去はしたが、民衆の記憶の中では生きている」と表現していることから、歴史学者F. ミュンツァーは、フラックスが少なくとも紀元前64年まで生きていた可能性があると示唆している。

## 参考資料

### 古代の資料
- アッピアノス『ローマ史』
- カピトリヌスのファスティ
- マルクス・トゥッリウス・キケロ『ラビリウス弁護』
- マルクス・トゥッリウス・キケロ『フラックス弁護』

### 研究書
- Broughton R. Magistrates of the Roman Republic. - New York, 1952. - Vol. II. - P. 558.
- Keaveney A. Who were the Sullani?  // Klio. - 1984 .-- T. 66 . - S. 114-150 .
- Münzer F. Valerius 162ff // Paulys Realencyclopädie der classischen Altertumswissenschaft . - 1955. - Bd. VIII A, 1. - Kol. 3-5.
- Münzer F. Valerius 18 // Paulys Realencyclopädie der classischen Altertumswissenschaft . - 1955. - Bd. VIII A, 1. - Kol. 7-9.
- Volkmann H. Valerius // Paulys Realencyclopädie der classischen Altertumswissenschaft . - 1948. - Bd. VII A, 1. - Kol. 2292-2296.